# Instytut Północny im. Wojciecha Kętrzyńskiego w Olsztynie

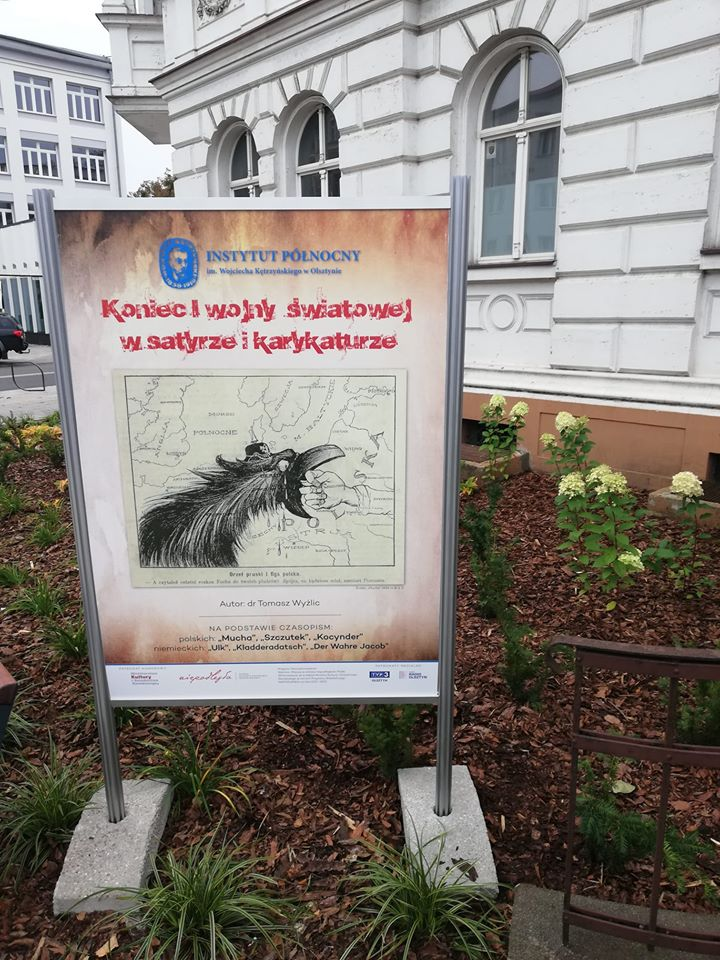
Panel tytułowy pierwszej wystawy zorganizowanej przez Instytut Północny pt. Koniec I wojny światowej w satyrze i karykaturze

Instytut Północny im. Wojciecha Kętrzyńskiego w Olsztynie – państwowa instytucja kultury powstała w 2019 w Olsztynie z przekształcenia z powstałego w 1961 Ośrodka Badań Naukowych im. Wojciecha Kętrzyńskiego, który powołał Minister Kultury i Dziedzictwa Narodowego na mocy ustawy z dnia 6 grudnia 2018 r. o zmianie ustawy o organizowaniu i prowadzeniu działalności kulturalnej (Dz. U. 2019, poz. 115). Instytut Północny jest kontynuatorem dziedzictwa i tradycji Ośrodka w zakresie badania oraz upowszechniania wiedzy o historii i dziedzictwie ziem dawnych Prus, w szczególności obszaru Polski północno-wschodniej. Instytut funkcjonuje od 31 maja 2019 roku. Instytucja mieści się w budynku b. Domu Polskiego przy ul. Partyzantów 87.
Stanowisko dyrektora od 2020 sprawuje dr Jerzy Kiełbik (w latach 2019–2020 jako p.o.).

## Działalność
Główne obszary działania Instytutu to:
- prowadzenie badań naukowych dotyczących przeszłości i dziedzictwa regionu we współpracy z instytucjami krajowymi i zagranicznymi;
- gromadzenie, przechowywanie i opieka nad zbiorami naukowymi dotyczącymi historii i dziedzictwa Warmii i Mazur (przede wszystkim w ramach biblioteki[8][9]);
- prowadzenie działalności dokumentacyjnej, informacyjnej oraz wydawniczej w postaci książek naukowych i popularnonaukowych, czasopism (Komunikaty Mazursko-Warmińskie) (Regiony i Pogranicza) oraz programów wydawniczych[10];
- organizowanie oraz realizacja projektów edukacyjnych, konferencji, spotkań i wystaw;
- realizacja programów stypendialnych i dotacyjnych.